# Brickyard 400
Le Brickyard 400 est une course automobile de véhicules type stock-car, organisée entre 1994 et 2020 par la NASCAR comptant pour le championnat des NASCAR Cup Series. Elle se tenait sur l'Indianapolis Motor Speedway de Speedway dans l'état de l'Indiana aux États-Unis.
Créée en 1994, cette épreuve se dispute sur une distance de 400 miles, soit 644 km. Elle était à l'époque la première course autre que le mythique Indianapolis 500 à se disputer sur l'Indianapolis Motor Speedway cette course ayant été organisée depuis 1916. Cette première édition a été l'événement le plus attendu de la saison NASCAR se disputant devant une foule estimée à plus de 250,000 spectateurs.
Le Brikyard 400 était la deuxième course la plus rémunératrice de la saison NASCAR après le Daytona 500. L'édition de 2017 est celle qui a duré le plus longtemps en raison d'une interruption due à la pluie, à des drapeaux rouges et de nombreux drapeaux jaunes occasionnés par les multiples accidents en course.
Le terme Brickyard fait référence au surnom historique du circuit. La piste du circuit originel était en fait composée de pierres et de goudron mais ce revêtement était la cause de nombreux accidents parfois mortels. La piste fut alors repavée à l'aide de 3,2 millions de briques et inaugurée lors de l'Indianapolis 500 de 1911. C'est ce revêtement en briques qui donnera son surnom au circuit, le Brickyard. Au fil du temps, les briques seront recouvertes d'asphalte. Actuellement il n'y a plus qu'une seule bande large d'un yard visible sur le circuit. Cette bande constitue la ligne de départ/d'arrivée actuelle.
La dénomination officielle de la course a varié en fonction du sponsoring.
Le nom des gagnants du Brickyard 400 sont gravés sur le trophée PPG lequel est exposé au musée de l'Indianapolis Motor Speedway. C'est le pilote Jeff Gordon qui a remporté la première édition disputée le 6 août 1994. Il en est également le plus titré avec ses 5 victoires. Il a également réussi à trois reprises la pole position. L'écurie Hendrick Motorsports détient le record de victoire (10) et le record des pole position (5).
La course est remplacée dès la saison 2021 par le Verizon 200 toujours disputée sur l'Indianapolis Motor Speedway. Elle emprunte néanmoins le tracé du circuit routier utilisé en Indicar Series.

## Caractéristiques du circuit ovale
| - Course : - Longueur : 402,5 milles (647,761 km) - Nombre de tour : 160 - Segment 1 : 50 tours - Segment 2 : 50 tours - Segment 3 : 60 tours | - Piste : - Revêtement : asphalte et briques - Longueur circuit : 2,5 milles (4,023 km) - Nombre de virages : 4 - Record du tour : Kevin Harvick en 48 s 638 lors du Brickyard 400 de 2018 au volant d'une Ford Fusion. |

## Évolution du logo

2017
2012-2016
2011
2018

## Palmarès
| Année | Date         | No | Pilote          | Écurie                       | Châssis   | Course | Course          | Course          | Course            | Note       |
| ----- | ------------ | -- | --------------- | ---------------------------- | --------- | ------ | --------------- | --------------- | ----------------- | ---------- |
| Année | Date         | No | Pilote          | Écurie                       | Châssis   | Tours  | Miles (km)      | Durée           | Moyenne (miles/h) | Note       |
| 1994  | 6 août       | 24 | Jeff Gordon     | Hendrick Motorsports         | Chevrolet | 160    | 400 (643,737)   | 3 h 01 min 51 s | 131,932           |            |
| 1995  | 5 août       | 03 | Dale Earnhardt  | Richard Childress Racing     | Chevrolet | 160    | 400 (643,737)   | 2 h 34 min 38 s | 155,218           |            |
| 1996  | 3 août       | 88 | Dale Jarrett    | Robert Yates Racing          | Ford      | 160    | 400 (643,737)   | 2 h 52 min 02 s | 139,508           |            |
| 1997  | 2 août       | 10 | Ricky Rudd      | Rudd Performance Motorsports | Ford      | 160    | 400 (643,737)   | 3 h 03 min 28 s | 130,828           |            |
| 1998  | 1er août     | 24 | Jeff Gordon     | Hendrick Motorsports         | Chevrolet | 160    | 400 (643,737)   | 3 h 09 min 19 s | 126,770           |            |
| 1999  | 7 août       | 88 | Dale Jarrett    | Robert Yates Racing          | Ford      | 160    | 400 (643,737)   | 2 h 41 min 27 s | 148,288           |            |
| 2000  | 5 août       | 18 | Bobby Labonte   | Joe Gibbs Racing             | Pontiac   | 160    | 400 (643,737)   | 2 h 33 min 56 s | 155,918           |            |
| 2001  | 5 août       | 24 | Jeff Gordon     | Hendrick Motorsports         | Chevrolet | 160    | 400 (643,737)   | 3 h 03 min 30 s | 130,790           |            |
| 2002  | 4 août       | 09 | Bill Elliott    | Evernham Motorsports         | Dodge     | 160    | 400 (643,737)   | 3 h 11 min 57 s | 125,033           |            |
| 2003  | 3 août       | 29 | Kevin Harvick   | Richard Childress Racing     | Chevrolet | 160    | 400 (643,737)   | 2 h 58 min 22 s | 134,548           |            |
| 2004  | 8 août       | 24 | Jeff Gordon     | Hendrick Motorsports         | Chevrolet | 161    | 402,5 (647,76)  | 3 h 29 min 56 s | 115,037           | [ Note 1 ] |
| 2005  | 7 août       | 20 | Tony Stewart    | Joe Gibbs Racing             | Chevrolet | 160    | 400 (643,737)   | 3 h 22 min 03 s | 118,782           |            |
| 2006  | 6 août       | 48 | Jimmie Johnson  | Hendrick Motorsports         | Chevrolet | 160    | 400 (643,737)   | 2 h 54 min 57 s | 137,182           |            |
| 2007  | 29 juillet   | 20 | Tony Stewart    | Joe Gibbs Racing             | Chevrolet | 160    | 400 (643,737)   | 3 h 24 min 28 s | 117,379           |            |
| 2008  | 27 juillet   | 48 | Jimmie Johnson  | Hendrick Motorsports         | Chevrolet | 160    | 400 (643,737)   | 3 h 28 min 29 s | 115,117           |            |
| 2009  | 26 juillet   | 48 | Jimmie Johnson  | Hendrick Motorsports         | Chevrolet | 160    | 400 (643,737)   | 2 h 44 min 31 s | 145,882           |            |
| 2010  | 25 juillet   | 01 | Jamie McMurray  | Earnhardt Ganassi Racing     | Chevrolet | 160    | 400 (643,737)   | 2 h 56 min 24 s | 136,054           |            |
| 2011  | 31 juillet   | 27 | Paul Menard     | Richard Childress Racing     | Chevrolet | 160    | 400 (643,737)   | 2 h 52 min 18 s | 140,766           |            |
| 2012  | 29 juillet   | 48 | Jimmie Johnson  | Hendrick Motorsports         | Chevrolet | 160    | 400 (643,737)   | 2 h 54 min 19 s | 137,680           |            |
| 2013  | 28 juillet   | 39 | Ryan Newman     | Stewart-Haas Racing          | Chevrolet | 160    | 400 (643,737)   | 2 h 36 min 22 s | 153,485           |            |
| 2014  | 27 juillet   | 24 | Jeff Gordon     | Hendrick Motorsports         | Chevrolet | 160    | 400 (643,737)   | 2 h 39 min 41 s | 150,297           |            |
| 2015  | 26 juillet   | 18 | Kyle Busch      | Joe Gibbs Racing             | Toyota    | 164    | 410 (659,831)   | 3 h 06 min 51 s | 131,656           |            |
| 2016  | 24 juillet   | 18 | Kyle Busch      | Joe Gibbs Racing             | Toyota    | 170    | 425 (683,971)   | 3 h 17 min 46 s | 128,940           | [ Note 2 ] |
| 2017  | 23 juillet   | 05 | Kasey Kahne     | Hendrick Motorsports         | Chevrolet | 167    | 417,5 (671,901) | 3 h 39 min 00 s | 114,384           | ,          |
| 2018  | 10 septembre | 02 | Brad Keselowski | Team Penske                  | Ford      | 160    | 400 (643,737)   | 3 h 06 min 35 s | 128,629           | [ Note 4 ] |
| 2019  | 8 septembre  | 04 | Kevin Harvick   | Stewart-Haas Racing          | Ford      | 160    | 400 (643,737)   | 3 h 20 min 06 s | 119,443           |            |
| 2020  | 5 juillet    | 04 | Kevin Harvick   | Stewart-Haas Racing          | Ford      | 161    | 402,5 (647,760) | 3 h 16 min 05 s | 123,162           | [ Note 1 ] |

Notes : 
1. 1 2  Course prolongée en raison d'une arrivée Green-white-checker.
2. 1 2  Course prolongée en raison de deux arrivées Green-white-checker.
3. ↑  La course est interrompue par trois drapeaux rouges, le premier à cause de la pluie, les deux autres à la suite d'accidents. La course s'est terminée peu avant 21h00 à la suite du nombre élevé de drapeaux (jaunes et rouges), soit peu avant le coucher du soleil.
4. ↑  La course est reportée du dimanche au lundi à cause des pluies persistantes.

## Pilotes multiples vainqueurs
| Nb Vict. | Pilote         | Saison                       |
| -------- | -------------- | ---------------------------- |
| 5        | Jeff Gordon    | 1994, 1998, 2001, 2004, 2014 |
| 4        | Jimmie Johnson | 2006, 2008, 2009, 2012       |
| 3        | Kevin Harvick  | 2003, 2019, 2020             |
| 2        | Dale Jarrett   | 1996, 1999                   |
| 2        | Tony Stewart   | 2005, 2007                   |
| 2        | Kyle Busch     | 2015, 2016                   |

## Écuries multiples gagnantes
| Nb Vict. | Écurie                   | Saison                                                     |
| -------- | ------------------------ | ---------------------------------------------------------- |
| 10       | Hendrick Motorsports     | 1994, 1998, 2001, 2004, 2006, 2008, 2009, 2012, 2014, 2017 |
| 5        | Joe Gibbs Racing         | 2000, 2005, 2007, 2015, 2016                               |
| 3        | Richard Childress Racing | 1995, 2003, 2011                                           |
| 3        | Steward-Haas Racing      | 2013, 2019, 2020                                           |
| 2        | Robert Yates Racing      | 1996, 1999                                                 |

## Victoires par marques
| Nb Vict. | Manufacturier | Saison                                                                                               |
| -------- | ------------- | --- |
| 17       | Chevrolet     | 1994, 1995, 1998, 2001, 2003, 2004, 2005, 2006, 2007, 2008, 2009, 2010, 2011, 2012, 2013, 2014, 2017 |
| 6        | Ford          | 1996, 1997, 1999, 2018, 2019, 2020                                                                   |
| 2        | Toyota        | 2015, 2016                                                                                           |
| 1        | Pontiac       | 2000                                                                                                 |
| 1        | Dodge         | 2002                                                                                                 |

## Identité visuelle

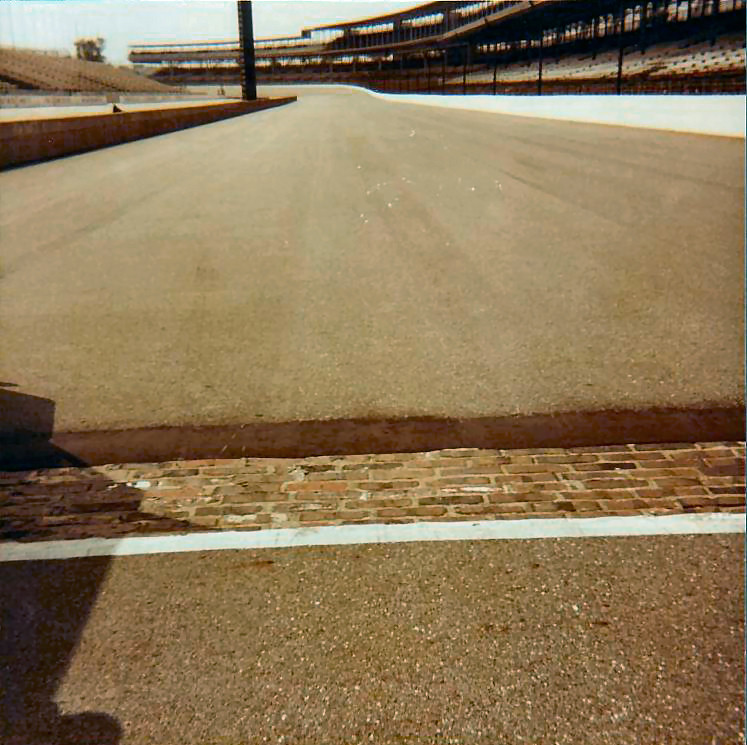
La ligne d'arrivée du Brickyard.
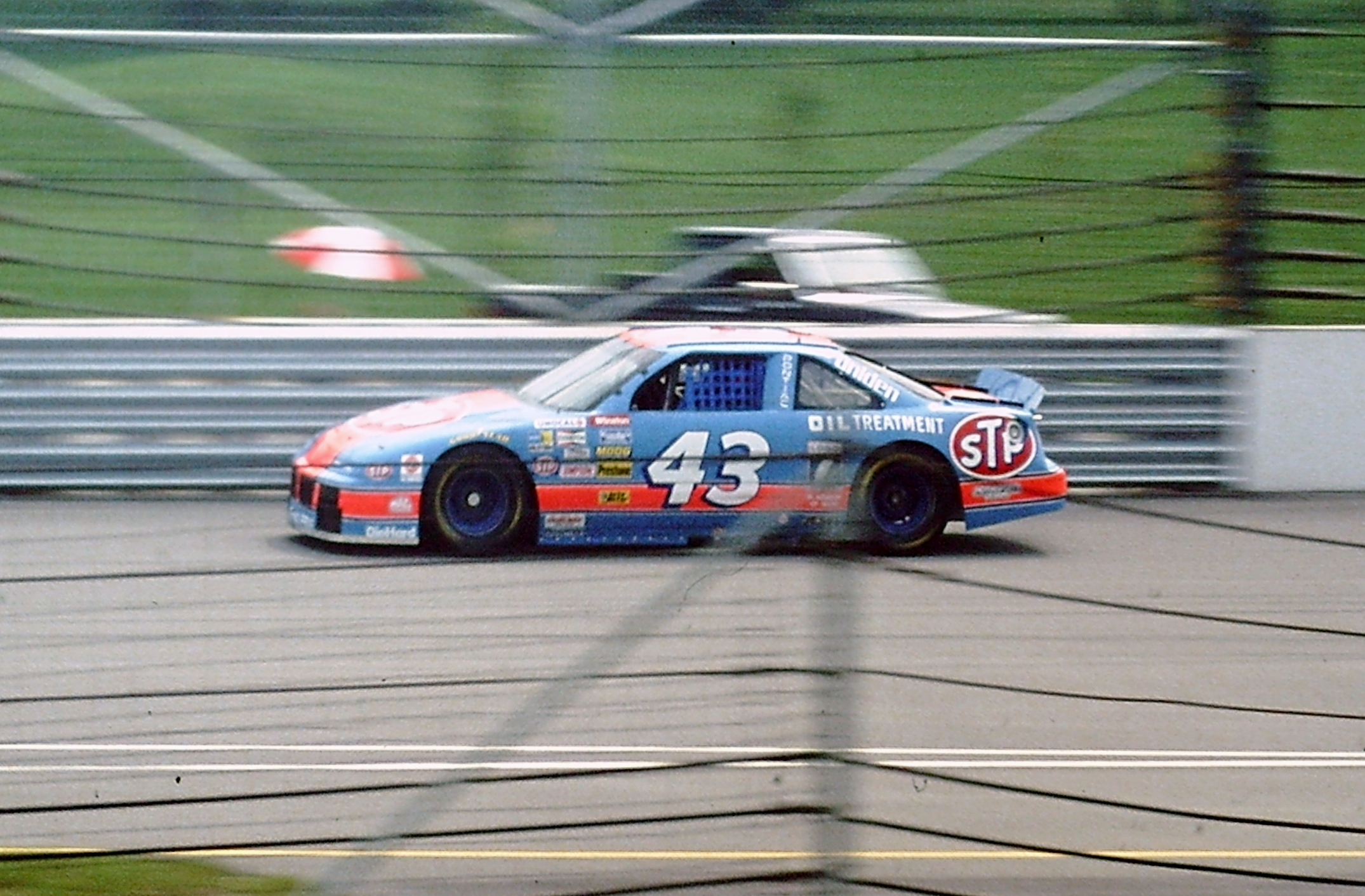
Richard Petty lors d'une séance de test du circuit en 1993.
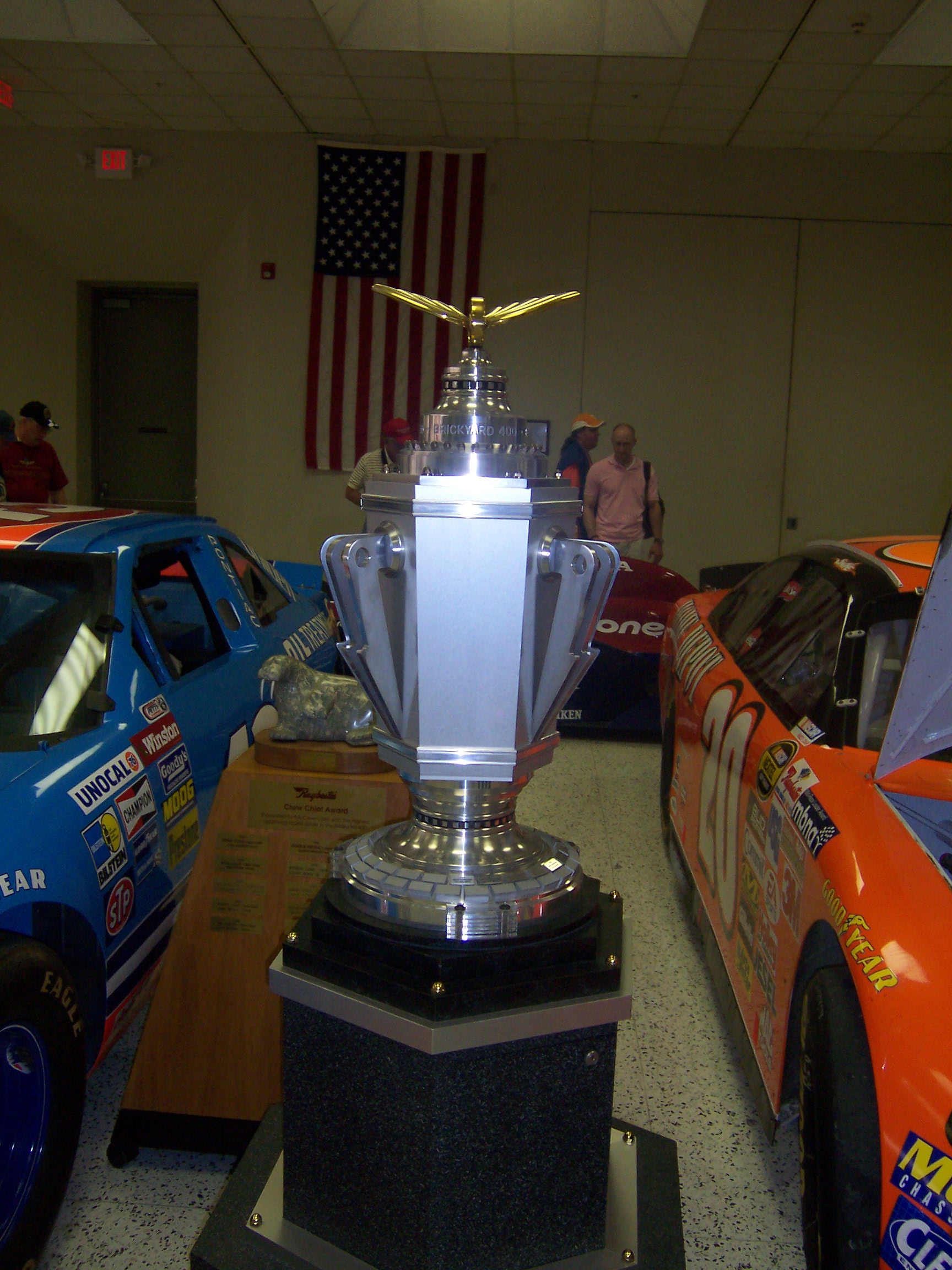
Le trophée PPG qui est présenté le jour de course sur la Victory lane.
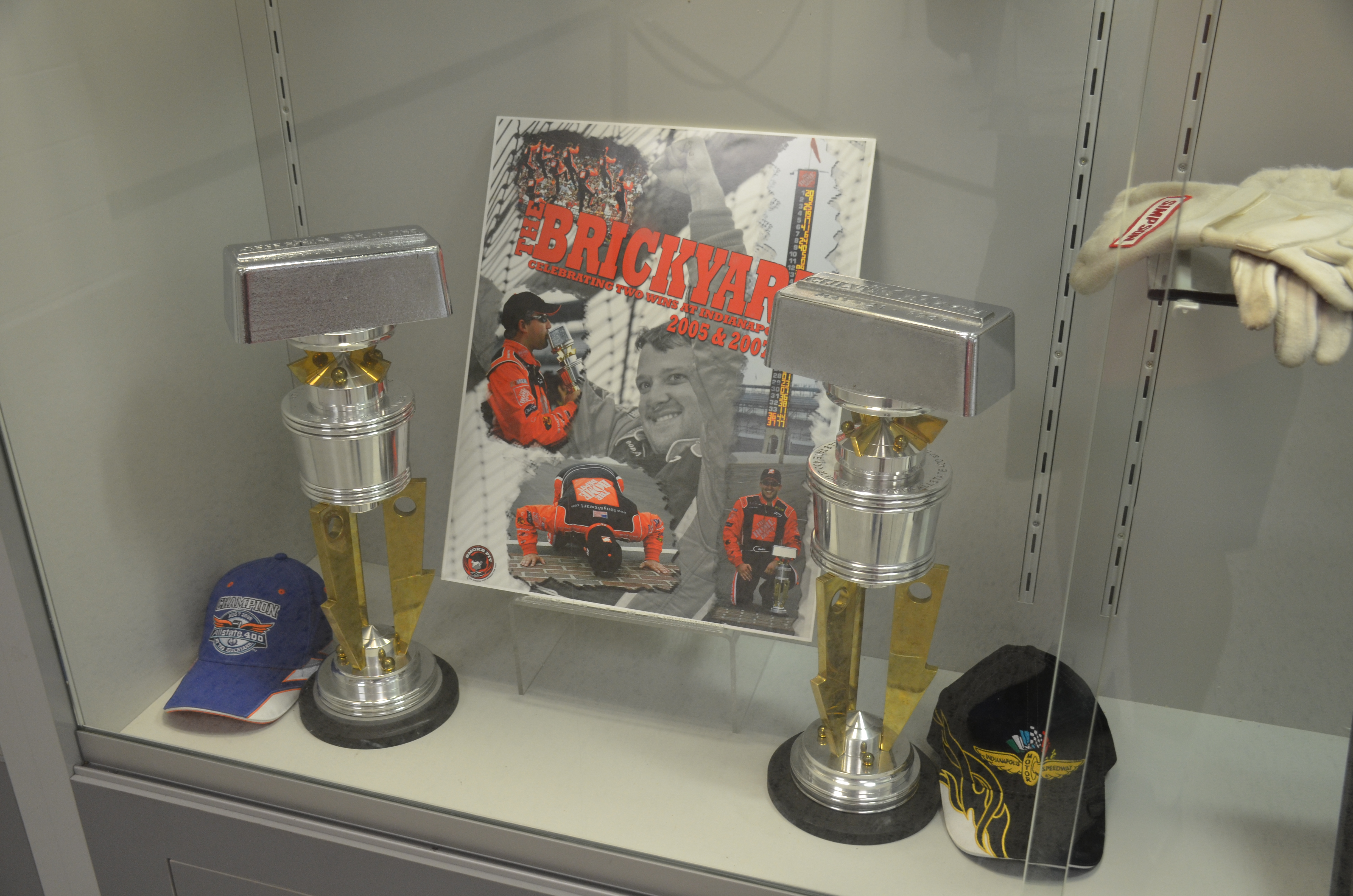
Les trophées remis aux pilotes lors des Brickyard 400.